# ニュージェネラルカタログ
ニュージェネラルカタログ（New General Catalogue ）は、ジェネラルカタログにジョン・ドレイヤーが追補して1888年に発表したもので、全部で7,840個の星雲、星団や銀河などの天体が載っている天体カタログである。略してNGCと呼ばれることが多い。
新一般カタログ、New General Catalogue of Nebulae and Clusters of Stars（星雲と星団の新一般カタログ）とも呼ばれる。
番号は1860年の分点に基づいた天体の赤経の小さい順に付けられている。なお、ドレイヤーがNGCを補遺するために作ったカタログがインデックスカタログ (IC) である。
現在用いられているものは、NGCカタログをもとに作られたRevised NGC(RNGC)、NGC 2000.0、NGC/ICである。RNGCは、1973年にジャック・スレンティックとウィリアム・ティフトがパロマー写真星図と照合して誤りや曖昧さを正したもので、収載されている天体の座標を1975年の分点に基づいて変換している。またNGCで示された座標付近に複数の天体が存在した場合、NGC番号の後ろにA、B、…の記号を付して曖昧さを避けるようにしている。NGC 2000.0は、1988年にロジャー・シノットが、NGCカタログとICに収載された天体も合わせ座標を2000年の分点に変換してその赤経順に並べなおしたものである。NGC/ICは、2009年からヴォルフガング・シュタイニッケによって改訂が続けられているカタログであり、2022年時点では13,967個の天体が収蔵され、エクセル形式で公開されている。

## 主なNGC天体
その他のNGC天体はニュージェネラルカタログ天体の一覧を参照。
- NGC 55 - ちょうこくしつ座の銀河
- NGC 104 - きょしちょう座のきょしちょう座47
- NGC 221 - アンドロメダ座のM32
- NGC 224 - アンドロメダ座のアンドロメダ銀河 (M31)
- NGC 253 - ちょうこくしつ座の棒渦巻銀河
- NGC 292 - きょしちょう座の小マゼラン雲
- NGC 598 - さんかく座のM33
- NGC 869 - ペルセウス座の二重星団(h)
- NGC 884 - ペルセウス座の二重星団(χ)
- NGC 1499 - ペルセウス座のカリフォルニア星雲
- NGC 1952 - おうし座のかに星雲(M1)
- NGC 1976 - オリオン座のオリオン大星雲(M42)
- NGC 2068 - オリオン座のM78
- NGC 2070 - かじき座のタランチュラ星雲
- NGC 2174 - オリオン座のモンキー星雲
- NGC 2237-9 - いっかくじゅう座のばら星雲
- NGC 2261 - いっかくじゅう座のハッブルの変光星雲
- NGC 2264 - いっかくじゅう座のコーン星雲
- NGC 2392 - ふたご座のエスキモー星雲
- NGC 2632 - かに座のプレセペ星団(M44)
- NGC 3242 - うみへび座の木星状星雲
- NGC 3372 - りゅうこつ座のイータカリーナ星雲
- NGC 3587 - おおぐま座のふくろう星雲(M97)
- NGC 4486 - おとめ座のM87
- NGC 4594 - おとめ座のソンブレロ銀河(M104)
- NGC 4755 - みなみじゅうじ座の宝石箱
- NGC 5128 - ケンタウルス座のケンタウルス座A
- NGC 5139 - ケンタウルス座のω星団
- NGC 5194-5 - りょうけん座の子持ち銀河(M51)
- NGC 5457 - おおぐま座のM101
- NGC 6205 - ヘルクレス座のM13
- NGC 6334 - さそり座の出目金星雲または猫の足星雲
- NGC 6357 - さそり座の彼岸花星雲
- NGC 6514 - いて座の三裂星雲(M20)
- NGC 6523 - いて座の干潟星雲(M8)
- NGC 6543 - りゅう座のキャッツアイ星雲
- NGC 6888 - はくちょう座のクレセント星雲（三日月星雲）
- NGC 6720 - こと座の環状星雲(M57)
- NGC 6853 - こぎつね座の亜鈴状星雲(M27)
- NGC 6822 - いて座の不規則銀河
- NGC 6611 - へび座のわし星雲(M16)
- NGC 6618 - いて座のオメガ星雲(M17)
- NGC 6960 - はくちょう座の網状星雲（西）
- NGC 6992-5 - はくちょう座の網状星雲（東）
- NGC 7000 - はくちょう座の北アメリカ星雲
- NGC 7009 - みずがめ座の土星状星雲
- NGC 7293 - みずがめ座のらせん星雲
- NGC 7635 - カシオペヤ座のバブル星雲